# Luis von Ahn
Luis von Ahn (19 de agosto de 1978) é um empreendedor e professor associado no departamento de Ciências da Computação da Carnegie Mellon School. Ele é conhecido como um dos pioneiros do crowdsourcing. É o fundador da companhia reCAPTCHA, que foi vendida para o Google em 2009, e o cofundador e CEO do Duolingo, uma popular plataforma de ensino de línguas.

## Biografia
Von Ahn nasceu e cresceu na Cidade da Guatemala, onde ambos pais trabalhavam como médicos e sua família possuía uma fábrica de doces. Ele frequentou a American School of Guatemala e graduou-se em 1996. Ele recebeu um B.S em matemática (summa cum laude) da Universidade Duke em 2000, e obteve um Ph.D. da Carnegie Mellon University em 2005 com supervisão do professor Manuel Blum. Em 2006 entrou para a faculdade no Carnegie Mellon School of Computer Science.

## Trabalho
Como professor, suas pesquisas incluem CAPTCHAs e computação humana, que ganhou reconhecimento internacional e numerosas honrarias.
A partir de 2014 von Ahn está trabalhando no Duolingo, uma companhia que objetiva ajudar milhões de pessoas a traduzir a Web para todos os principais idiomas.

## Professor
Von Ahn tem usado um número incomum de técnicas em suas aulas, ganhando vários prêmios de ensino na Universidade Carnegie Mellon. No segundo semestres de 2008, ele começou a ensinar um novo curso na Universidade Carnegie Mellon intitulado "Ciências da Web". Uma combinação da teoria gráfica e ciências social, o curso abrange tópicos de network e teorias de jogos para auction theory.